# Covington (Georgie)
Covington je město v Newton County, v Georgii, ve Spojených státech amerických. V roce 2011 žilo ve městě 13134 obyvatel. Město je pojmenováno po brigádním generálovi a kongresmanovi Leonardu Covingtonovi, hrdinovi Britsko-americké války.

## Demografie
Podle sčítání lidí v roce 2000 žilo ve městě 11547 obyvatel, 4261 domácností a 2906 rodin. V roce 2011 žilo ve městě 6208 mužů (47,3%), a 6926 žen (52,7%). Průměrný věk obyvatele je 35 let.